# Pejorativ
Pejorativ (od latinskog peior, što znači “još gore” i  francuskog péjoratif) označava pogrdan smisao – riječi ili fraze, koje uključuju i negativne evaluacije tipa prezira, psovke ili odbijanja, za razliku od negativne kritike.
Pogrdno, katkad ironično naglašavanje može biti i riječ u navodnicima (kao što je, na primjer, "sloboda" u kontekstu diktature ili "bratska pomoć" pri vojnoj agresiji). 